# Квантовая гравитация
Ква́нтовая гравита́ция — направление исследований в теоретической физике, целью которого является квантовое описание гравитационного взаимодействия (и, в случае успеха, — объединение гравитации с остальными тремя фундаментальными взаимодействиями, описываемыми Стандартной моделью, то есть построение так называемой «теории всего»).

## Проблемы создания
Несмотря на активные исследования, теория квантовой гравитации пока не построена. Основная трудность в её построении заключается в том, что две физические теории, которые она пытается связать воедино, — квантовая механика и общая теория относительности (ОТО) — опираются на разные наборы принципов. Так, квантовая механика формулируется как теория, описывающая временну́ю эволюцию физических систем (например, атомов или элементарных частиц) на фоне внешнего пространства-времени. В ОТО внешнего пространства-времени нет — оно само является динамической переменной теории, зависящей от характеристик находящихся в нём классических систем.
При переходе к квантовой гравитации, как минимум, нужно заменить системы на квантовые (то есть произвести квантование), при этом правая часть уравнений Эйнштейна — тензор энергии-импульса материи — становится квантовым оператором (тензорной плотностью энергии-импульса элементарных частиц). Возникающая связь требует какого-то квантования геометрии самого пространства-времени, причём физический смысл такого квантования абсолютно неясен и сколь-либо успешная непротиворечивая попытка его проведения отсутствует. О квантовании геометрии пространства-времени см. также в статье Планковская длина.
Даже попытка провести квантование линеаризованной классической теории гравитации (ОТО) наталкивается на многочисленные технические трудности — квантовая гравитация оказывается неперенормируемой теорией вследствие того, что гравитационная постоянная является размерной величиной. А именно, в системе единиц {\displaystyle \hbar =c=1} гравитационная постоянная является размерной константой с размерностью обратного квадрата массы, как и фермиевская константа взаимодействия слабых токов {\displaystyle G_{F}={\frac {10^{-5}}{m_{p}^{2}}}}, где {\displaystyle m_{p}} — масса протона.
Ситуация усугубляется тем, что прямые эксперименты в области квантовой гравитации, из-за слабости самих гравитационных взаимодействий пока недоступны современным технологиям. В связи с этим в поиске правильной формулировки квантовой гравитации приходится пока опираться только на теоретические выкладки.
Предпринимаются попытки квантования гравитации на основе геометродинамического подхода и на основе метода функциональных интегралов.
Другие подходы к проблеме квантования гравитации предпринимаются в теориях супергравитации и дискретного пространства-времени.

## Перспективные кандидаты
Два основных направления, пытающихся построить квантовую гравитацию, — это теория струн и петлевая квантовая гравитация.
В первой из них вместо частиц и фонового пространства-времени выступают струны и их многомерные аналоги — браны. Для многомерных задач браны являются многомерными частицами, но с точки зрения частиц, движущихся внутри этих бран, они являются пространственно-временными структурами.
Во втором подходе делается попытка сформулировать квантовую теорию поля без привязки к пространственно-временному фону; пространство и время по этой теории состоят из дискретных частей. Эти маленькие квантовые ячейки пространства определённым способом соединены друг с другом, так что на малых масштабах времени и длины они создают пёструю, дискретную структуру пространства, а на больших масштабах плавно переходят в непрерывное гладкое пространство-время. Хотя многие космологические модели могут описать поведение вселенной только начиная от планковского времени после Большого взрыва, петлевая квантовая гравитация может описать сам процесс взрыва, и даже заглянуть дальше. Петлевая квантовая гравитация, возможно, позволит описать все частицы Стандартной модели.
Основной проблемой тут является выбор координат. Можно сформулировать и общую теорию относительности в бескоординатной форме (например, с помощью внешних форм), однако вычисления тензора Римана осуществляются только в конкретной метрике.
Ещё одной перспективной теорией является причинная динамическая триангуляция. В ней пространственно-временное многообразие строится из элементарных евклидовых симплексов (треугольник, тетраэдр, пентахор) с учётом принципа причинности. Четырёхмерность и псевдоевклидовость пространства-времени в макроскопических масштабах в ней не постулируются, а являются следствием теории.

### Другие подходы
Существуют бесчисленное количество подходов к квантовой гравитации. Подходы различаются в зависимости от характеристик, остающихся неизменными, и тех, которые меняются. Примеры включают:
- Акустическая метрика и другие аналоговые модели гравитации
- Асимптоматическая безопасность
- Причинная динамическая триангуляция[10]
- Причинные множества[11]
- Теория полей групп (см. книгу «Approaches to Quantum Gravity. Toward a New Understanding of Space, Time and Matter»[12] и приведённые там ссылки)
- MacDowell–Mansouri действие
- Некоммутативная геометрия
- Интеграл Пути модель Квантовая космология[13]
- Исчисление Редже
- Интегральный метод[14][15]
- Сеть Струнной жидкости (что приводит к бесщелевой спиральности ± 2 возбуждений без каких-либо других бесщелевых возбуждений[16])
- Сверхжидкий вакуум или теория BEC вакуума
- Супергравитация
- Твистор-модели (см. главу 33 книги Р. Пенроуза «Путь к реальности, или законы, управляющие Вселенной. Полный путеводитель»[17] и приведённые там ссылки)
- Цифровая физика[18]
- Гравитация Джакива — Тейтельбойма

## Экспериментальная проверка
Проводятся[когда?] первые опыты по выявлению квантовых свойств гравитации путём исследования гравитационного поля очень малых массивных тел, которые удаётся перевести в состояние квантовой суперпозиции.